# Королевич Марко
Королевич Ма́рко (также: Ма́рко Мрня́вчевич, Марко Кралевич; серб. Краљевић Марко, Марко Мрњавчевић, Марко Краљевић; макед. Крал Марко, Марко Мрњавчевиќ, Μарко Крале; болг. Марко Мърнявчевич, Крали Марко; 1335 — 17 мая 1395) — последний правитель Прилепского королевства в западной Македонии (1371—1395): самодрьжць вьсѣмь Србьлѥмь (рус. самодержец всех сербов). Герой эпоса южных славян, в основном сербского, македонского и болгарского.
Отец Марко, король Вукашин, был соправителем сербского короля Стефана Уроша V, чьё правление характеризовалось ослаблением центральной власти и постепенным распадом Сербской королевства. Владения Вукашина включали земли в западной Македонии и Косово. В 1370 или 1371 годах он короновал Марко «молодым королём». Этот титул предполагал возможность того, что Марко унаследует трон от бездетного Стефана Уроша.
26 сентября 1371 года Вукашин был убит, а его войска потерпели поражение от османских войск в битве на Марице. Примерно через два месяца умер и король Урош. Формально Марко стал королём Сербии, но независимая от короля сербская знать не признавала его главенства. Примерно после 1371 года Марко стал османским вассалом. К 1377 году значительная часть бывших территорий Вукашина не контролировалась его сыном, а находилась под властью крупных феодалов. Король Марко был правителем относительно небольшой территории в западной Македонии. При Марко в 1376 году был построен монастырь под Скопье, известный как Марков монастырь. Марко умер 17 мая 1395 года, сражаясь на стороне османов против войска господаря Валахии Мирчи Старого в битве при Ровине.
В песнях и преданиях Марко выступает как народный защитник и борец против турецких поработителей. В южнославянской устной традиции он стал одним из главных героев песен о периоде османской оккупации. Древнейшие записи песен о Марко относятся к XVI веку. Марко Кралевич — Король под горой сербского эпоса. Его образ сильно мифологизирован; на него перенесены черты более ранних персонажей эпоса.

## Этническая принадлежность
Как полагают болгарские исследователи, в XVII—XIX веках в сербском обществе возникла потребность в национальных героях в связи с ростом антитурецких настроений. «Главный из всех юнаков» («баш юнак сред юнаците») — Марко Королевич — был объявлен сербским героем. Народные былины собирал, популяризировал и распространял Вук Караджич, от которого о сербском эпосе узнал Гёте. Болгары оспаривали «сербскость» героя южно-славянских былин и приписывали Марко болгарское происхождение, называя его «сакральным символом болгарской храбрости». В качестве аргументов болгарские авторы ссылались на авторитетных историков прошлых веков. Гипотеза сербского происхождения Марко основана, по мнению болгарских историков, лишь на сообщении югославянского историка Мавро Орбини (1550—1614). Они утверждали, что Марко Королевич — «болгар по роду», а Орбини намеренно указал неверное место рождения героя (Ливно), чтобы поднять дух сербского народа для борьбы с турками. В. П. Негош («Митрополит Черногорский, Скендерийский и Приморский») в книге «История о Чёрной Горе» писал, что «Вукашин был нации болгарской»; Паисий Хилендарский в своей «Славяно-болгарской истории» назвал Марко «болгарским королём»; Георгий Сфрандзи в «Хронике» писал: «Марко управляет частью Болгарии»; Гьон Музаки, албанский хронист, называл Вукашина и Марко болгарскими королями; Константин из Островицы называл Марко «булгарским князем»; Теодор Кантакузин называл Марко «болгарским владетелем»; Иларион (Руварац) писал, что «Марко был болгарин и по отцу, и по матери».

## Биография

### Ранние годы (до смерти отца)
Марко родился примерно в 1335 году и был первым сыном Вукашина Мрнявчевича и его жены Елены. Семья Мрнявчевич происходит от Мрнявы, по словам рагузского историка XVII века Мавро Орбини представлявшего собой мелкого дворянина из Захумья (в современной Герцеговине и Южной Далмации). Фамилия «Мрнявчевич» не фигурирует в современных Вукашину и Марко источниках, и никакая другая фамилия им не приписывалась. Самый ранний известный источник, который упоминает фамилию Мрнявчевич, — «Руварчев родослов», написанный между 1563 и 1584 годами. Неизвестно, появилась ли эта фамилия в Родослове из более старого источника или же из народной традиции и поэзии. По словам Орбини, сыновья у Мрнявы родились в Ливно, в Западной Боснии, куда он, возможно, переехал после того, как Захумье было захвачено у Сербии Боснией в 1326 году. Семья Мрнявчевич, возможно, как и многие другие дворяне Захумья, поддержала сербского царя Стефана Душана в его подготовке вторгнуться в Боснию, а потом, опасаясь преследований, эмигрировала в Сербию. Эти приготовления, возможно, начались за два года до самого вторжения в 1350 году. К этому времени относится первое письменное упоминание отца Марко, Вукашина. Сообщается, что Душан назначил его жупаном (местным губернатором) Прилепа, отвоёванного Сербией у Византии в 1334 году вместе с другими частями Македонии. В 1355 году в возрасте около 47 лет Стефан Душан внезапно умер от «удара» (инсульта).
Душана сменил его 19-летний сын Урош, который, по-видимому, считал Марко Мрнявчевича доверенным человеком. Возможно, Марко был назначен губернатором после смерти Душана. К 1356 году относится надпись над южными воротами церкви села Дреново около озера Тиквеш, недалеко от Велеса. В ней говорится, что церковь расписана в «1356 године при државе Николе з Марка, а по смрти светороднаго цара Стефана», однако идентичность Марко Мрнявчевича с Марко из надписи оспаривается. Новый король назначил Марко главой посольства, отправленного в Рагузу (ныне Дубровник, Хорватия) в конце июля 1361 года для переговоров о мире после военных действий в начале того года. Хотя мир не был достигнут, Марко успешно провёл переговоры об освобождении сербских купцов из Призрена, которые были задержаны рагузанами. Ему было разрешено вывести серебро своей семьи, хранившееся в городе. Описание этого посольства в рагузском документе содержит наиболее раннее достоверное сообщение о Марко Мрнявчевиче.
После смерти Душана в Сербии усилилось стремление феодалов к независимости. К 1357 году отделились юго-западные территории, включая Эпир, Фессалию и земли в южной части Албании. Однако ядро государства (западные земли, в том числе Зета и Травуния с верхней долиной Дрины, центральные сербские земли и Македония) оставалось верным королю Урошу. Тем не менее местная знать всё больше и больше оспаривала власть Уроша даже в той части государства, которая оставалась сербской. Слабая королевская власть не могла противодействовать этим сепаратистским тенденциям, поскольку Урош не имел достаточной власти даже в собственных владениях. Сербские феодалы сражались и между собой за территории и влияние.

Вукашин Мрнявчевич был искусным политиком и постепенно принимал на себя главную роль в королевстве. В августе или сентябре 1365 года Урош короновал Вукашина, сделав его своим соправителем. К 1370 году потенциальное наследство Марко увеличилось, так как Вукашин расширил свои личные владения от Прилепа дальше, в Македонию, Косово и Метохию, приобретя Призрен, Приштину, Ново-Брдо, Скопье и Охрид. В грамоте, датированной 5 апреля 1370 года, Вукашин упомянул о своей жене (королеве Елене) и сыновьях (Марко и Андриеш), подписавшись «Господин земли сербской и греческой и западных стран» (господинь зємли срьбьскои и грькѡмь и западнимь странамь), а в монастыре св. Дмитрия (Марковом) находится надпись, сообщающая, что он построен «с усердием и потщанием» короля Вукашина, «кралицы Елены» и их сыновей Марко, Андрияша, Дмира и Иваниша. В конце 1370 или в начале 1371 года Вукашин короновал Марко с титулом «молодой король», предоставляемым наследникам трона. Поскольку Урош был бездетным, Марко мог стать его преемником и основать новую династию Вукашинов, сербских монархов после прекращения двухвековой династии Неманичей. Большинство сербских феодалов были недовольны ситуацией, и их стремление к независимости от центральной власти усиливалось. Марко был ктитором церкви Святого воскресения в Призрене, законченной в 1371 году, незадолго до битвы при Марице. В надписи над входом в церковь его называют «молодым королём».
Весной 1371 года Марко участвовал в подготовке к кампании против Николы Альтомановича, сильнейшего феодала на западе королевства. Кампанию совместно планировали король Вукашин и Георгий I Балшич, правитель Зеты, который тогда был женат на Оливере, дочери короля Вукашина (вскоре после смерти Вукашина они развелись). В июле того же года Вукашин и Марко расположились лагерем со своей армией за пределами Скутари, на территории Балшича, готовые напасть на Оногошт в земле Альтомановича. Нападение так и не состоялось, так как османы напали на земли младшего брата Вукашина, Углеша, деспота Сере, и войско Мрнявчевичей быстро отправилось на восток. Не найдя союзников, братья вторглись на контролируемую османами территорию. В битве на Марице 26 сентября 1371 года турки уничтожили сербскую армию. В этой битве братья Мрнявчевичи — Вукашин и Углеш — погибли (возможно, и Гойко был с ними), но их тела так и не были найдены. Место битвы, произошедшей около деревни Орменио на северо-востоке современной Греции, в турецком языке получило название SırpSındığı («сербский разгром»). Битва при Марице имела далеко идущие последствия для региона, открыв туркам путь на Балканы.

### После битвы на Марице (1371 год)
Когда его отец умер, «молодой король» Марко стал королём-соправителем Уроша вместе с младшими братьями Андрияшем и Дмитаром. Династия Неманичей оборвалась со смертью Уроша 2 (или 4) декабря 1371 года, и Марко стал формально единственным правителем Сербии . Сербские феодалы не желали его признавать, и власть короля слабела. После смерти братьев Мрнявчевичей и уничтожения их армий семья оказалась беспомощна . Феодалы сопредельных территорий использовали возможность захватить значительные части владений Марко. К 1372 году Георгий I Балшич овладел Призреном и Печем, а принц Лазарь Хребелянович занял Приштину. К 1377 году к Вуку Бранковичу перешло Скопье, а албанский феодал Андрей Гропа стал практически независимым правителем Охрида; однако , возможно, остался вассалом Марко, как это было при Вукашине. Зять Гропы, Остоя Раякович из клана Угарчича из Травунии, был родственником Марко. Он был одним из сербских дворян из Захумья и Травунии (соседние княжества в Герцеговине), которые получили земли в недавно завоёванных частях Македонии во время правления короля Душана. Под властью Марко Мрнявчевича остался только город Прилеп с близлежащими окрестностями. Марко Мрнявчевич вынужден был признать себя вассалом османского султана.
Король Марко стал мелким князем, управляющим относительно небольшой территорией в западной Македонии, граничащей на севере с горами Шар и Скопье; на востоке — с реками Вардар и Црна, а на западе — с озером Охрид. Южные границы его территории точно не определены. Марко делил власть со своим младшим братом Андриашем, у которого была и своя собственная земля. Их мать, королева Елена, стала монахиней после смерти Вукашина, взяв монашеское имя Елисавета, хотя какое-то время после 1371 года она была соправителем с Андриашем. Самый младший брат, Дмитар, жил на земле, контролируемой Андриашем. Был ещё один брат, Иваниш, о котором мало известно.

Крепость Марко была на холме к северу от современного Прилепа. Её частично сохранившиеся развалины известны как Маркови Кули («башни Марко»).У крепости находится деревня Варош, место средневекового Прилепа. В двух храмах можно найти фрески с изображениями Марко и Вукашина: в Варошском монастыре, в церкви св. воскресения, в Марковом монастыре. Варошский монастырь (находящийся в Вароше у подножия Марковых башен) был перестроен Марко и Вукашином. Их изображения находятся в храме св. Михаила Архангела этого монастыря. Марков монастырь, расположенный в деревне Маркова Сушица, был построен между 1345 и 1376 (или 1377) годами. Короли Марко и Вукашин, его ктиторы, изображены над южным входом в монастырскую церковь. В левой руке Марко держит свиток, текст которого начинается словами: «Я, благочестивый царь Марко, построил и расписал этот божий храм …». В правой руке он держит рог, символизирующий рог с маслом (миром), которым ветхозаветные короли были помазаны на царство (как описано в Первой книге Царств 16:13). Считается, что Марко изображён здесь как король, избранный Богом для руководства своим народом во время кризиса после битвы на Марице. 
Марко чеканил свои деньги, как и его отец и другие сербские дворяне того времени. Его серебряные монеты весили 1,11 грамма и были трёх типов. В двух из них на аверсе содержался пятистрочный текст: ВЬХА/БАБЛГОВ/ѢРНИКР/АЛЬМА/РКО («В Боге Христа, благоверный король Марко»). На реверсе монет первого типа изображён Христос, сидящий на троне; на реверсе второго Христос изображён сидящим в мандорле. У монет третьего типа на реверсе изображён Христос в мандорле, а на аверсе — четырёхстрочный текст БЛГО / ВѢРНИ / КРАЛЬ / МАРКО («Благоверный король Марко»), который Марко также использовал в церковной надписи. Он опустил указание территории в своём титуле, возможно, молчаливо признавая ограниченность своей власти. Хотя его брат Андрияш также чеканил свои собственные монеты. Денежная масса на территории, которой управляли братья Мрнявчевичи, в основном состояла из монет, выпущенных ещё королём Вукашином и царем Урошем. Известно около 150 сохранившихся монет Марко, находящихся в нумизматических коллекциях.
К 1379 году принц Лазарь Хребелянович, правитель Моравской Сербии, стал самым могущественным сербским феодалом. Однако, называя себя Самодержцем всех сербов (самодрьжць вьсѣмь Србьлѥмь), он не смог объединить все сербские земли под своей властью. Семьи Балшичей и Мрнявчевичей, Константин Драгаш (по материнской линии — Неманич), Вук Бранкович и Радослав Хлапен продолжали управлять своими землями самостоятельно. Твртко I был коронован королём сербов и Боснии в 1377 году в Милешевском монастыре. Связанный по материнской линии с династией Неманичей, Твртко захватил западные части бывшего Сербского королевства в 1373 году.
15 июня 1389 года сербские войска во главе с князем Лазарем, Вуком Бранковичем и воеводой короля Твртко, Влатко Вуковичем из Захумья, сошлись с Османской армией во главе с султаном Мурадом I в битве при Косово, самой известной битве в средневековой сербской истории.
Обе армии понесли большие потери, Лазарь и Мурад погибли, а исход битвы был неясен. Однако у сербов не осталось сил для защиты своих земель, в то время как у турок были войска на востоке. Независимые сербские княжества в течение последующих нескольких лет стали османскими вассалами. Как и другие мелкие сербские и болгарские правители, Марко должен был платить османскому султану дань и оказывать ему военную помощь в борьбе с врагами.
В 1394 году часть османских вассалов на Балканах отказалась подчиняться туркам. Хотя Марко среди них не было («он жил в согласии с турками, постоянно оказывая им почести и даря подарки»), в этой группе были младшие братья Марко, Андрияш и Дмитар, которые эмигрировали в Венгрию, где поступили на службу к королю Сигизмунду. Это известно из документов Рагузы: братья уехали через Рагузу, где забрали две трети от запасов покойного отца (96,73 килограмма серебра), оставив третью часть для Марко. Это ещё одно из скупых упоминаний о Марко в исторических документах. Андрияш и Дмитар были первыми сербскими дворянами, эмигрировавшими в Венгрию. После них миграция с сербского севера продолжалась на протяжении всей османской оккупации.
Весной 1395 года османский султан Баязид I предпринял военный поход на Валахию, чтобы наказать мятежного валашского господаря Мирчу Старого за его нападения на приграничные османские владения. В походе участвовали со своими отрядами сербские князья Стефан Лазаревич, Константин Драгаш и Марко Мрнявчевич как вассалы Баязида. В битве при Ровине 17 мая 1395 года Мирча одержал победу, а Марко и Драгаш были убиты. После их смерти турки аннексировали их земли, объединив их в османский санджак с центром в Кюстендиле. Уже через тридцать шесть лет после битвы при Ровине Константин Философ написал агиографическую «Биографию Деспота Стефана Лазаревича», заложив основы культа князя Лазаря и Марко. Согласно тексту биографии, Марко сказал Драгашу накануне битвы: «Я молю Господа, чтобы он помог христианам и позволил мне быть первым, кто умрёт в этой войне». По неподтверждённым данным от 1878 года, захоронение Марко находилось в Марковом монастыре.

## Семья
Вукашин подыскивал Марко подходящую жену. Дочь Георгия II Шубича из Далмации была отправлена своим отцом ко двору их родственника Твртко I, бана Боснии. Предполагалось, что её воспитает и выдаст замуж Елена, мать Твртко. Сам Георгий II Шубич был внуком по материнской линии сербского короля Стефана Драгутина Неманича. Бан и его мать одобрили идею Вукашина о брачном союзе Шубичей и Мрнявчевичей, однако в апреле 1370 года папа Урбан V отправил Твртко письмо, запрещающее ему женить на католичке «сына Его Величества короля Рашки, раскольника» (filio magnifici viri Regis Rascie scismatico). Папа также уведомил короля Людовика I Венгерского, номинального сюзерена Твртко, о надвигающемся «преступлении против христианской веры», и брак не состоялся. В итоге Марко женился на Елене, дочери Радослава Хлапена, владетеля Верии и Эдессы и главного сербского феодала в южной Македонии.
Мавро Орбини утверждал, что жена Марко была неверна ему и предала его: «Балша Балшич пошёл с войском на Костур, чтобы отнять его у него [у Марко]. В это время в городе находилась жена Марко Елена, дочь Хлапена, первого вельможи Греции. Поскольку та частенько изменяла ему с другими, Марко презирал её. Посему Балша стал предлагать ей сдать город, сообщив при этом, что хочет жениться на ней. Елена согласилась и, впустив Балша со всем войском, отдала ему власть над городом. Балша отправился с новой женой в Зету. Там, не в силах терпеть её распутную жизнь, он сначала заключил её в темницу, а затем с большим позором отпустил». Источник сведений Орбини неизвестен, однако то, что в течение некоторого времени Марко жил не с Еленой, а некоей Тодорой, женой человека по имени Гргур, документально подтверждено. Елена, вероятно, вернулась к отцу в Верию. Затем Марко помирился с Еленой, а Тодору передал своему тестю. Поскольку земля Марко граничила на юге с землёй Хлапена, примирение, возможно, было вынужденным. Добре, дьяк в храме Марко, переписал литургическую книгу для церкви в деревне Калурегек рядом с Прилепом, в которой содержится следующая запись:
| Слава сьвршитєлю богѹ вь вѣкы, аминь, а҃мнь, а҃м. Пыса сє сиꙗ книга ѹ Порѣчи, ѹ сєлѣ зовомь Калѹгєрєць, вь дьны благовѣрнаго кралꙗ Марка, ѥгда ѿдадє Ѳодору Грьгѹровѹ жєнѹ Хлапєнѹ, а ѹзє жєнѹ свою прьвовѣнчанѹ Ѥлєнѹ, Хлапєновѹ дьщєрє. | Славься Господь Вершитель во веки веков, аминь, аминь, аминь. Писана сия книга в Поречье, в селе, зовущимся Калугерек, в дни благочестивого короля Марко, когда он передал Тодору жену Гргура в Хлапен и взял жену свою первовенчаную Елену, Хлапенову дочь. |  |

Эта книга, приобретённая в XIX веке русским коллекционером Алексеем Хлудовым, хранится сегодня в Государственном историческом музее России.

## Эпос

### Исторический Марко и Марко — герой эпоса
Жизнь реального Марко, сына Вукашина, чётко разделяется на два периода: до и после битвы на Марице. Первоначально Марко жил «в тени» своего отца, Вукашина, простолюдина, ставшего коронованным соправителем Стефана Уроша V, и его братьев. Марко был коронован с титулом «молодой король» (то есть наследник престола) благодаря заслугам и талантам своего отца, а не  своим собственным достижениям. Благоприятное стечение обстоятельств (гибель отца в битве и отсутствие наследников у Уроша) привело Марко к титулу короля. Вторую половину жизни, после смерти отца, Марко прожил как покорный вассал османского султана, платя ему дань и служа своим мечом. После смерти Вукашина ни Марко, ни Урош не смогли удержать под своей властью феодалов. Личная жизнь Марко, терпевшего позорящую его жену, приняв её после предательства, отдавшего Тодору (свою сожительницу) тестю, только подтверждает слабость и безволие Марко. Его даже назвали «величайшим неудачником среди правителей». 
Судьба былинного героя Марко соответствует судьбе реальной исторической личности только в некоторых деталях, а в основном — контрастирует с ней. Марко был не очень значимой исторической личностью, но во всей истории Сербии нет ни одного человека, который бы так повлиял на творческое воображение людей.
Вопрос о том, почему появился такой герой, и почему именно Марко стал его прообразом, занимал многих историков литературы. Воислав Джурич, сербский историк искусств, писал, что во времена Марко Османская империя была на подъёме и не было никакой силы, способной её остановить. Поэтому народная поэзия поместила Марко Кралевича в исторический контекст как вассала турок. Но в народе, угнетаемом турками, сохранялась мечта о мести и свободе. Из этой мечты и родился гордый и воинственный персонаж — «Марко Кралевич». Историк Радован Самарджич попытался определить, почему в народном эпосе и былинах закрепился именно образ Марко, а не какого-либо другого исторического персонажа. Самарджич предположил, что реальный Марко являлся настолько бледной и малоизвестной исторической фигурой, что «пустоту» его жизни было легче всего заполнить легендами и возвысить его до героя эпоса. Былины вывели из неизвестности малозначимую фигуру Марко и сделали его главным героем эпохи.
По оценке Гёте, Марко Королевич является «величайшим героем» сербского эпоса, «аналогом греческого Геракла или персидского Рустама варварского скифского типа». В. Г. Белинский высказывался аналогично: «каждый народ имеет своего представителя, и его-то и выводит в своих созданиях: эпосе и песнях; греки Ахилла, испанцы Дон Жуана, немцы Фауста и т. д. Герой болгаров есть Марко Королевич».

### Сербская эпическая поэзия
В сербском эпосе «Кралевич Марко» является защитником сербов от осман, отношения с которыми неоднозначны, поскольку Марко с ними периодически дружит. В цикл посвящённых Марко былин входит множество героических (юнацких) песен. Он — самый популярный герой сербской эпической поэзии. Песни о Кралевиче Марко не имеют общей сюжетной линии, в поэтический цикл их связывает личность героя. Эпический Марко «действовал» 300 лет; среди его соратников — герои от XIV до XVI века: Милош Обилич, Стефан Драговол, Вук Огненный Дракон, Янош Хуньяди и его племянник Банович Секлула. Зафиксировано более двух сотен сюжетов песен о Марко (Смирнов называет 265, но при этом оригинальных сюжетов намного меньше). Многие сюжеты противоречат друг другу: называются разные жёны, разные причины и время смерти. В песнях практически не отражены реальные исторические факты о Марко. Их авторами являются анонимные сербские поэты времён османской оккупации. По словам американского слависта Джорджа Рэполла Нойса, они «сочетают трагический пафос с комедией в стиле, достойном елизаветинского драматурга».
Сербская эпическая поэзия называет короля Вукашина отцом Марко, а матерью Марко в песнях называлась Евросима, сестра воеводы Момчилы, владыки крепости Пирлитор (на горе Дурмитор в Черногории). Момчил описывается как человек огромного роста и силы, обладающий магическими атрибутами: крылатым конём и саблей с глазами. Сначала Вукашин убил его с помощью молодой жены воеводы, Видосавы, несмотря на самоотверженную попытку Евросимы спасти своего брата. Вместо того, чтобы исполнить обещание и жениться на Видосаве, Вукашин казнил предательницу. Он взял Евросиму из Пирлитора в свою столицу Скадар и женился на ней по совету умирающего Момчила. Евросима родила ему двух сыновей, Марко и Андрияша. Прототипом этого эпического персонажа считается болгарский разбойник и наёмник Момчила, который был на службе у сербского царя Душана, а позже стал деспотом и умер в битве при Перихорионе в 1345 году. Согласно другому повествованию, Марко и Андрияш были рождены вилой (славянской горной нимфой), ставшей женой Вукашина после того, как он поймал её у озера, отобрал у неё крылья, чтобы она не могла скрыться.

Когда Марко подрос, то стал упрям и своеволен. Вукашин однажды сказал, что у него нет власти над сыном. Марко вырос большим и сильным; его облик вселял ужас, хотя имел и комические черты. «Подвязал он саблю в девять пядей, Кожушок он маленький накинул, Скроенный из тридцати медведей, Нахлобучил маленькую шапку Из двенадцати волков убитых». На поясе был прицеплен дамасский клинок, за спиной было копьё. Пернач Марко весил 85 килограммов и висел с левой стороны седла, уравновешивая бурдюк с вином, висевший справа. Его хватка так сильна, что он выжимал воду из куска корня сухого дерева. Неизменным спутником героя был его могучий говорящий пегий конь Шарац, с которым Марко всегда делил вино поровну. Конь мог скакнуть на три длины копья вверх и на четыре длины копья вперёд, что позволило Марко захватить опасную, неуловимую вилу. Она стала его сестрой по крови — «посестримой» (аналог побратима), пообещав ему помощь в крайнем случае. Вила помогла ему убить чудовищного, трёхсердечного Мусу Кесиджию (который почти победил его); но Марко огорчился, потому что убил лучшего , чем он сам, человека.
Марко изображён защитником слабых и беспомощных, борющимся с турецкими разорителями и несправедливостью. Он был идеализированным хранителем патриархальных и естественных норм: в турецком военном лагере он обезглавил турка, который бесславно убил своего отца. Он отменил брачный налог, убив тирана, который навязал его народу Косово. Он спас дочь султана от нежелательного брака после того, как она умоляла его как своего побратима помочь ей. Он спас троих сербских воевод (побратимов) из подземелья.
Чертой Марко были его почтение и любовь к матери, Евросиме. Он часто искал её советов, следуя им, даже когда это противоречило его собственным желаниям. Мать жила с Марко в его доме в Прилепе, была его путеводной звездой, ведущей его от зла и к добру на пути нравственного совершенствования и христианских добродетелей. Честность, мужество и моральность Марко описаны в песне, в которой он был единственным человеком, знавшим волю покойного царя Душана относительно его наследника. Марко отказался лгать в пользу претендентов — своего отца и дядюшек. Он правдиво сказал, что Душан назначил своего сына Уроша наследником сербского престола. Это почти стоило ему жизни, так как отец, Вукашин, пытался его убить.
Марко представлен как верный вассал османского султана, сражающийся с его врагами. Когда султан призывал Марко, тот участвовал в турецких военных кампаниях. Однако даже в этих отношениях проявлялись его положительные личные качества, чувство собственного достоинства. Иногда он ставил султана в сложное положение, и встречи между ними иногда заканчивались так:
| Цар с' одмиче, а Марко примиче, Док доћера цара до дувара; Цар се маши у џепове руком, Те извади стотину дуката, Па их даје Краљевићу Марку: «Иди, Марко, напиј ми се вина». | Царь отпрянул, Марко следом прянул, И прижал султана он к простенку. Тут султан пошарил по карманам, Сто дукатов вытащил для Марка: «Вот тебе, мой Марко, на пирушку!» |  |

Преданность Марко сочеталась с представлением о том, что слуга был более велик, чем его хозяин. Этот двойной аспект Марко может объяснить его героический статус: для сербов, согласно переводчику сербского эпоса Дэвиду Лоу, он был «символом гордости, выражающим нерушимый дух, который жив, несмотря на несчастья и поражение». В битве Марко использовал не только свои силы и доблесть, но не чурался ни хитрости, ни обмана. Несмотря на необыкновенные качества, Марко изображён не как божество, а, скорее, как смертный; не как абстракция, а как живой человек с присущими ему слабостями. Встречались противники, которые превосходили его в мужестве и силе; он был иногда капризным, вспыльчивым или жестоким, но его преобладающими чертами оставались честность, преданность и доброта.
Комический вид и поведение Марко, а также его замечания по поводу соперников, делают Марко самым юмористическим персонажем в сербском эпосе. Когда мавр ударил его булавой, Марко рассмеялся: «Ой, юнак! Ой, Чёрный ты Арапин! Шутишь ты иль бьёшь меня без шуток?» Евросима однажды посоветовала сыну прекратить свои кровавые приключения и пахать поля. Он повиновался с мрачной насмешкой, вспахивая султанскую дорогу вместо полей. Группа турецких янычар с тремя мешками золота крикнула ему, чтобы остановить вспашку пути. Он предупредил их, чтобы не топтали пашню, но быстро устал от споров:
|  | Диже Марко рало и волове, Те он поби Турке јањичаре, Пак узима три товара блага, Однесе их својој старој мајци: «То сам тебе данас изорао.» | Плуг с волами поднял Королевич, Перебил турецких янычаров, Три воза отнял у них с богатством И отнёс их матери-старухе: «Для тебя я выпахал сегодня». |  |

Смерть Марко-Королевича, как и прочие детали жизни былинного героя, описана в различных вариантах. Одна из версий гласит, что Марко-Королевича убил каравлашский воевода, когда Марко на стороне турок воевал с каравлахами. По другой версии, Шарац и Марко утонули около Неготина. По третьей версии, 
в одном бою было так много перебито людей, что в крови плавали и люди, и кони. Марко-Королевич поднял руки к небу и воскликнул: «Боже, что мне делать?» Бог смилостивился и перенёс его вместе с конём в одну пещеру, где Марко-Королевич и спит до сего дня. Его меч спрятан под большим камнем, но понемногу выдвигается из скалы: конь, стоя перед господином, жуёт понемногу пшеницу из большой торбы. Когда весь меч выйдет наружу и конь сжуёт всю пшеницу, тогда проснётся Марко-Королевич и пойдёт на защиту своего народа.
 В сборнике Вука Караджича есть песня про смерть Марко-Королевича, согласно которой, достигнув возраста 300 лет, Марко ехал на 160-летнем Шараце по берегу моря к горе Урвина. Навстречу ему вышла вила и предупредила его о близкой смерти. Марко наклонился над колодцем, но не увидел отражения своего лица в воде — гадание на воде подтвердило слова вилы. Тогда Марко убил Шараца, чтобы турки не использовали его, и захоронил своего любимого товарища. Также Марко сломал меч и копьё, забросил свою булаву в море, прежде чем лечь, чтобы умереть. Тело его было найдено спустя семь дней игуменом Вазо и его диаконом Исайей. Вазо взял тело Марко на Афон и похоронил его в Хиландаре. Гора «Урвина» (в сербохорватском — обрыв, пропасть) не существует. Возможно, что это искажённое название места, где погиб Марко в битве (Ровин).

### Эпическая поэзия других южнославянских народов
«Крали Марко» был на протяжении веков одним из самых популярных персонажей в южнославянском фольклоре. Цикл песен о Марко является общим для всех южных славян с некоторыми вариациями. Если в сербском варианте песни о Марко и Мусе палицу подбрасывает Муса:
| Ал' ето ти Мусе Keceђијe, На вранчићу ноге прекрестио, Топузину баца у облаке, Дочекује у бијеле руке. |  |  | А вот и Муса Кеседжия, На вороном коне ноги скрестил, Палицу кидает в облака, Принимает на белые руки; |  |

то в болгарском — Марко подбрасывает саблю:
| Голу сабљу у облака баца, А голу је у зубе причека . |  |  | Голую саблю в облака кидает И голую зубами ловит. |  |

Персонажи песен о Марко фигурируют и в прозаических преданиях: Марко Кралевич — во всех южнославянских легендах, воевода Момчил — в Македонии, Черногории, Боснии и Сербии; вила — в Сербии, Боснии и Хорватии.
Болгарские эпические сказки, включая сказания о Марко, по-видимому, происходят из юго-западных земель болгарского региона, находящихся на территории нынешней Республике Македонии. Поэтому эти сказки также являются частью национального наследия современной Македонии. Согласно болгарским песням, матерью Марко, как и в сербском эпосе, была Евросия, сестра болгарского воеводы Момчила, правившего в Родопах. При рождении Марко появились три наречницы (волшебницы, колдуньи), предсказавшие, что он будет героем и превзойдёт своего отца, короля Вукашина. Когда король услышал это, он бросил своего сына в реку в корзине, чтобы избавиться от него. Самодива по имени Вила нашла Марко и воспитала его, став его кормилицей. Поскольку Марко вырос на молоке самодивы, он приобрел сверхъестественные силы и стал болгарским борцом за свободу против турок. У него есть крылатая лошадь по имени Шарколия («пятнистая») и молочная сестра, самодива Гьюра. Болгарские легенды включают фрагменты языческих мифов и верований, хотя эпос о Марко был создан уже в христианский период, в XIV—XVIII веках. Среди болгарских эпических песен песни о Крале Марко широко распространены. Причём своему любимому герою сказители стали приписывать все сюжеты, которые раньше рассказывались о других героях. В юнацких песнях Марко вытеснил всех других юнаков, по замечанию знатока славянского фольклора Ю. Смирнова, «для певцов петь юнацкую песню — значит, петь прежде всего и главным образом о Марке Кралевиче». Этим объясняется противоречивость сюжетов о Марко. Героем-защитником Марко Кралевич является не во всех песнях. В тех же местах, где он, по былинам, действовал (в Старой Сербии, в окрестностях Прилепа и Косовского поля), о нём сохранилась и дурная память: его зовут Марко-разбойником, Марко-сорви-головой (Марко-делибаш). «О сынок мой, Королевич Марко! Ты набеги прекрати лихие», — говорит Марко его мать. Сербский историк XVIII века архимандрит Иован (Раич) писал о Марко так: «Многая о сем кралевиче помежду народом повествуются, и в песнях поются, обаче множайшая от тех басни суть: зане суеверны и легкомысленны суть, яко же и оно еже о мече его из земли изходящем баснословится. Аще ли же за истину почтется еже о нём в простых песнях поется, обретаем его быти продерзливым насильником и подлым пияницом кроме прочих бесстудий».

## Элементы ранних легенд в песнях о Марко
Южнославянские легенды о Кралевиче Марко или Крали Марко базируются на мифах, которые намного древнее, чем исторический Марко Мрнявчевич. В некоторых легендах он предстаёт гигантом, шагающим по вершинам холмов, с головой, касающейся облаков. Есть легенда, где он помогает Богу создавать землю. Одним ударом сабли Марко создал речное ущелья в районе Демир-Капии (тур. demir kapı — «железные ворота»). Согласно мифам, из ущелья вытекло море, покрывавшее районы Битола, Мариово и Тиквеш в Македонии, что сделало их пригодными для жилья. После того, как Марко высокомерно продемонстрировал свою силу, Бог сделал сумку Марко такой же тяжёлой, как земля на дороге. Когда Марко попытался поднять её, он потерял силы и стал обычным человеком.
Согласно легендам, Марко приобрёл свои силы после того, как его вскормила молоком вила. Король Вукашин бросил его в реку, но мальчик был спасён пастухом, который усыновил его. В других рассказах Марко был пастухом или охотником, который нашёл детей вилы, потерянных в горах, и закрыл их от солнца (или дал им воду). В качестве награды вила трижды покормила его грудью, и он смог поднимать и бросать большие валуны. В истрийской версии Марко закрывает от солнца двух змей, а не детей. В болгарской версии каждый из трёх глотков молока из груди вилы порождал змею.
Марко связывали с большими одиночными валунами и углублениями в скалах. Валуны, как говорили, были выброшены им с гор, а углубления были его следами (или следами копыт его лошади). Холмы, глыбы, скалы, пещеры, реки, ручьи и рощи связывали с Марко: или он их создал, или рядом с ними он совершил важное деяние. Их часто называли в честь него, есть много топонимов: от Истрии на западе до Болгарии на востоке. В болгарских и македонских легендах у Марко была такая же сильная сестра, которая соревновалась с ним в метании валунов.
В некоторых легендах лошадь Марко была подарком от вилы. Сербская история рассказывает, что он искал коня, который мог бы его носить. Чтобы проверить коня, он хватал его за хвост и перекидывал через плечо. Увидев больного плешивого жеребёнка, Марко схватил его за хвост, но не мог сдвинуть. Он купил и вылечил жеребёнка, назвав его Шарацем. Шарац вырос в могучего коня и стал неразлучным спутником Марко. В македонской версии легенды Марко по совету вилы подобрал на горе больного коня и вылечил его. Проплешины на шкуре коня заросли белыми волосками, и он стал пегим.
Одна из легенд о смерти Марко гласит, что он убил и похоронил коня, узнав, что скоро умрёт, а также сломал саблю. Это перекликается с древним языческим обычаем славян хоронить вместе с воином его лошадь и оружие. Согласно другой легенде, Марко никогда не умирал и живёт в пещере, на покрытом мхом дне или в незнакомой стране. Марко — это «король под горой» южных славян. Некоторые якобы видели его в глубокой яме, где он жил в большом доме, перед которым пасся Шарац. Другие видели его в далёкой земле, живущим в пещере. Согласно македонской традиции, Марко выпил «воду орла», что сделало его бессмертным; он находится со святым Илиёй на небесах.

## Комментарии
1. ↑  В 1819 году Караджич приезжал в Россию, встречался с Карамзиным и Жуковским. Былины из сборника, изданного Караджичем, переводились Пушкиным, с ними был знаком Гоголь.

### На русском языке
- Песни южных славян / Перевод с болгарского, сербскохорватского и словенского. Вступительная статья, составление и примечания Ю. Смирнова.. — 1976. — (Библиотека всемирной литературы. Серия первая. Средние Века. Возрождение. XVII век).
- Сербский эпос. — Москва—Ленинград : Academia, 1933. — 678 с. — (Фольклор).
- Эпос сербского народа / Издание Подготовил И. Н. Голенищев-Кутузов. (Ответственный Редактор В. В. Виноградов.). — ИЗДАТЕЛЬСТВО АКАДЕМИИ НАУК СССР, 1963. — (Литературные памятники).
- Белинский В.Г. О характере народных песен у славян задунайских  / Вступит. статья к собр. соч. Н. К. Гея. Статья и примеч. к первому тому Ю. В. Манна. Подготовка текста В. Э. Бограда.. — М.: Художественная литература, 1976. — Т. 1. Статьи, рецензии и заметки 1834—1836..
- Березин Л. В. Хорватия, Славония и Далмация и Военная граница. — СПб.: Тип. и хромолит. А. Траншеля, 1879. — Т. 2.
- Березин Л. В. Хорватия, Славония и Далмация и Военная граница. — 2014. — Т. 2. — ISBN 5518058950.
- Коптева Г. Последняя переводческая работа Николая Заболоцкого : Сибирские огни. — 2009. — № 7.
- Орбини М. Славянское царство / перевод Куприков Ю.Е.. — М.: ОлмаМедиаГрупп, 2010. — 528 с. — ISBN 978-5-373-02871-4.
- Орбини М. Славянское царство. — СПб., 1722.
- Смирнов Ю.И. Славянские эпические традиции: проблемы эволюции. — М.: Наука, 1974. — С. 264.
- Халанский М.Г. Южнославянские песни о смерти Марка Кралевича // Статьи по славяноведению / Ламанский, Владимир Иванович. — Типография Императорской Академии Наук, 1906. — С. 113—150. — 641 с.

### На других языках (кириллица)
- Српски рјечник [Serbian dictionary]. — Vienna: Vuk Stefanović Karadžić, 1852.
- Гиљен Н., Мандић J. Краљевић Марко: Митски осветник и српски супер херој : Историја (ревији). — 2011.02.13.
- Деретић Ј. Српска народна епика. — Београд: Филип Вишњић, 2000.
- Йорданов В. Крали Марко в българската народна епика. — Сборник на Българското книжовно дружество в София. Т. I. — 1901.
- Константин Филозоф. Житије деспота Стефана Лазаревића / ред. Гордана Јовановић. — Пројекат Растко, 2000.
- Матанов Х. Крали Марко: между историческите реалности и митологията. — В: При историческите корени. 70 години Андрей Печилков - книжовник, общественик, културен деец. Юбилеен сборник / Състав. Петър Хр. Петров, Илия Хр. Зоински // Принта-Ком Смолян. — 2008. — С. 106-112.
- Рудић С. O првом помену презимена Мрњавчевић. — Београд: Историјски институт, 2001. — Т. 48. — (Историјски часопис). Архивировано 4 марта 2016 года.
- Стојановић Љ. Стари српски записи и натписи. — Београд: Српска академија наука и уметности, 1902.
- Фостиков А. О Дмитру Краљевићу. — Београд: Историјски институт, 2002. — Т. 49. — (Историјски часопис).
- Чолов П. Родът на Крали Марко. — 1991.

### На других языках (латиница)
- Serb World: 1979-1983 (англ.). — Neven Publishing Corporation.
- Bogišić V. Народне пјесме: из старијих, највише приморских записа [Folk poems: from older records, mostly from the Littoral]. — 1878.
- Ćorović V. Историја српског народа [History of the Serbian People]. — Project Rastko., 2001.
- Deretić J. Кратка историја српске књижевности [Short history of Serbian literature&#93. — Project Rastko, 2000.
- Fine J. V. A. The Late Medieval Balkans: A Critical Survey from the Late Twelfth Century to the Ottoman Conquest. — University of Michigan Press, 1994. — 380 с. — ISBN 978-0-472-08260-5.
- Goethe J.W. Serbische Lieder. — Berliner Ausgabe, 1960. — Bd. 18. — (Kunsttheoretische Schriften und Übersetzungen).
- Jireček K.J. Geschichte der Serben :  [нем.]. — Nova knjiga, 1967. — Vol. 2.
- Karadžić V. S. Српске народне пјесме [Serbian folk poems]. — Project Rastko, 2000.
- Low D. H. The Ballads of Marko Kraljević. — 1922.
- Mandić R. Kraljevići Marko i Andreaš. Dinar: Numizmatički časopis. — Beograd: Srpsko numizmatičko društvo № 21., 2003.
- Mihaljčić R. Sabrana dela: I - VI. Kraj srpskog carstva :  [серб.]. — Srpska školska knj, 2001.
- Miklošič F. Monumenta serbica spectantia historiam Serbiae Bosnae Ragusii. — 1858.
- Noyes G. R., Bacon L. Heroic Ballads of Servia. — 1913.
- Ostrogorsky G. History of the Byzantine State. — Basil Blackwell, 1956.
- Popović T. Prince Marko: The Hero of South Slavic Epics :  [англ.]. — Syracuse, New York : Syracuse University Press, 1988. — P. 221—243. — ISBN 9780815624448. — ISBN 0815624441.
- Radenković L. Краљевић Марко. — Belgrade: Zepter Book World, 2001. — (Словенска митологија: Енциклопедијски речник [Slavic mythology: Encyclopedic dictionary]). — ISBN 86-7494-025-0.
- Sedlar J. W. East Central Europe in the Middle Ages, 1000-1500. — Seattle: University of Washington Press, 1994.
- Šuica M. Немирно доба српског средњег века: властела српских обласних господара. — Belgrade: Službeni list SRJ, 2000.
- Theiner A. Vetera monumenta historica Hungariam sacram illustrantia. — 1860.